# Bodi Bill
Bodi Bill [ˈbɔdi bɪl] ist eine in Berlin gegründete Musikgruppe. Die Band, bestehend aus Fabian Fenk, Anton Feist und Alex Stolze, veröffentlichte seit ihrer Gründung im Jahre 2005 drei Alben und mehrere Singles/EPs über das Berliner Label Sinnbus. Ihre Musik enthält Elemente aus Art Rock, Techno, Glitch und Folk und wird häufig dem Genre Indietronic oder der IDM zugerechnet.

## Geschichte
Am 18. März 2011 erschien ihr drittes Album What?. 2011 entschied sich die Band dazu, zu pausieren. Alex Stolze gründete mit Mariechen Danz sowie Thomas Fietz und Matthias Geserick die Gruppe UNMAP, die 2013 auf Sinnbus ihr erstes Album Pressures herausbrachte. Fabian Fenk und Anton Feist gründeten 2012 die Gruppe The/Das, die 2013 auf Sinnbus ihr erstes Minialbum Speak Your Mind Speak veröffentlichte. Im Jahr 2014 erschien das The/Das Debüt-Album Freezer.
Seit Sommer 2019 ist Bodi Bill wieder aktiv. Am 25. März 2022 erschien das fünfte Album I Love U I Do.

## Diskografie

### Alben
- 2007: No More Wars (CD/LP, Sinnbus)
- 2008: Next Time (CD/LP, Sinnbus)[6]
- 2010: Two In One (CD/LP, Sinnbus)
- 2011: What? (CD/LP, Sinnbus)
- 2022: I Love U I Do (CD/LP, Sinnbus)[7]

### Singles und EPs
- 2007: Willem (CD-Single, Sinnbus)
- 2008: Tip Toe, I Like Holden Caulfield (CD-Single, Sinnbus)
- 2008: Depart (CD-Single, Sinnbus)
- 2010: I Like Holden Caulfield (digitale Single, Sinnbus)
- 2011: What EP (CD-EP, Sinnbus)
- 2012: What Remixes (12"-Vinyl, Krakatau Records)
- 2019: Kiss Operator (digitale Single, Sinnbus)
- 2019: What If (digitale Single, Sinnbus)
- 2019: Better Than Reality (digitale Single, Sinnbus)
- 2021: Be Sure (digitale Single, Sinnbus)
- 2021: Big Gong Sounds (digitale Single, Sinnbus)
- 2021: Loophole Travelling (digitale EP, Sinnbus)
- 2021: Peruhu (digitale Single, Sinnbus)
- 2022: Close (Better Than Reality Edit) (digitale Single, Sinnbus)